# Президентский дворец (Кишинёв)
Президентский дворец (рум. Clădirea Președinției Republicii Moldova) — административное здание, расположенное на бульваре Штефан чел Маре в Кишинёве, столице Республики Молдова. В настоящее время здесь находится штаб-квартира Аппарата Президента Республики Молдова.

## История
Здание, в котором в настоящее время находится Президент Республики Молдова, было построено в период с 1984 по 1987 год архитекторами Ю. Туманяном, А. Зальцманом и В. Яворским. Спроектированное с самого начала как административное здание для размещения Верховного Совета Молдавской ССР, здание было подготовлено в начале 1990-х годов, без существенных изменений, для размещения аппарата президента Республики Молдова.

## Описание
Здание представляет собой конструкцию, отлитую из железобетона, облицованную белыми каменными плитами и имеющую важные части, покрытые тонированным стеклом. Уровень постамента и лестница выполнены из красного и черного мрамора. Над центральным порталом размещен герб Республики Молдова и текст с названием учреждения: «Președinția Republicii Moldova», оба выполнены из бронзы.

## Галерея

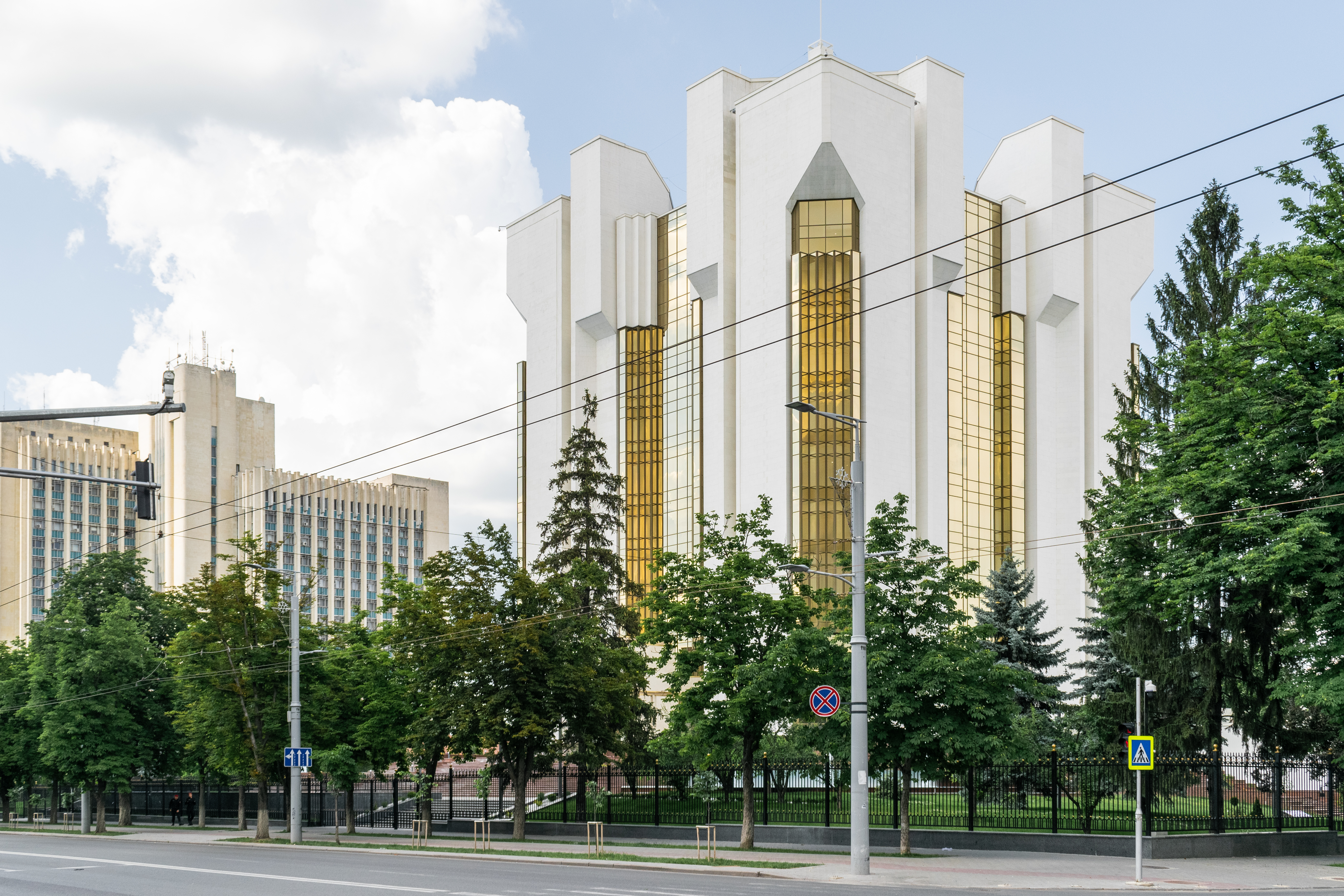
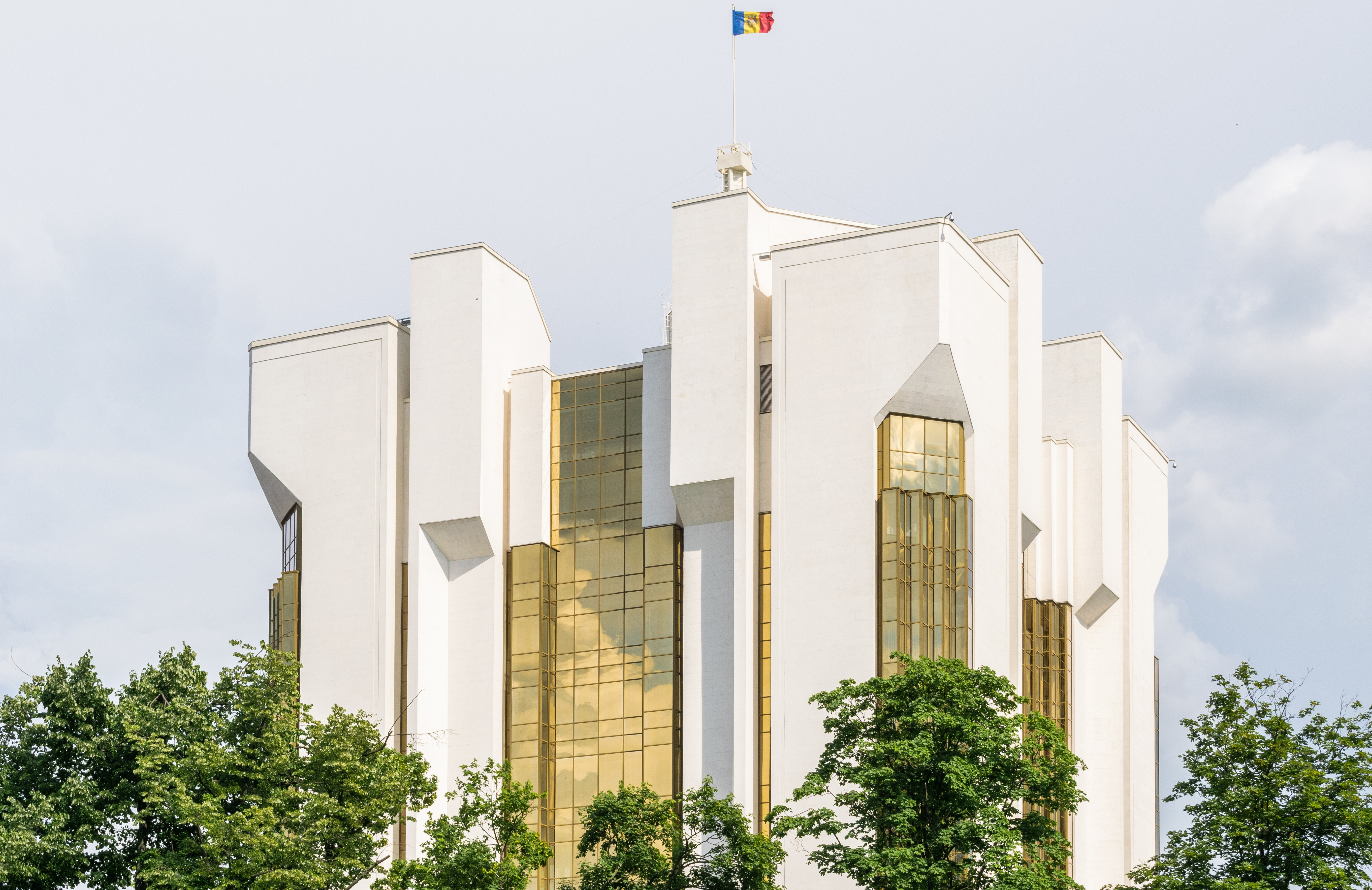